# Sparisoma rocha
Sparisoma rocha là một loài cá biển thuộc chi Sparisoma trong họ Cá mó. Loài này được mô tả lần đầu tiên vào năm 2010.

## Từ nguyên
Từ định danh của loài được đặt theo tên của nhà ngư học Luiz A. Rocha, người tiên phong trong việc phân loại di truyền học các loài cá rạn san hô ở Brasil. Hơn nữa, từ rocha trong tiếng Bồ Đào Nha có nghĩa là "đá", cũng hàm ý đề cập đến thành phần cấu tạo của đảo Trindade là từ đá núi lửa.

## Phạm vi phân bố và môi trường sống
S. rocha hiện chỉ được biết đến tại đảo Trindade thuộc Brasil. S. rocha được tìm thấy ở độ sâu khoảng từ 10 đến 25 m.

## Mô tả
S. rocha có chiều dài cơ thể tối đa được biết đến là 30,5 cm. S. rocha cái, và cả Sparisoma tuiupiranga cái, là hai loài của chi này có màu đỏ, nhưng S. tuiupiranga có màu vàng quanh mắt và vây ngực trong suốt (đỏ hoàn toàn ở S. rocha). Cá đực có màu nâu đỏ ở thân trên, bụng xanh lục xám phớt nâu đỏ. Một vệt màu cam kéo dài từ khóe miệng ra sau nắp mang. Có đốm đen lớn và một vệt màu vàng trên gốc vây ngực. Cá con có một dải sọc ngang màu đen, băng dài từ mõm đến cuống đuôi. Vệt đỏ hình lưỡi liềm trên vây đuôi.
Số gai vây lưng: 9; Số tia vây ở vây lưng: 10; Số gai vây hậu môn: 3; Số tia vây ở vây hậu môn: 9; Số tia vây ở vây ngực: 12; Số gai vây bụng: 1; Số tia vây ở vây bụng: 5.

## Sinh thái học
S. rocha kiếm ăn bằng cách dùng phiến răng cạo tảo bám trên nền đá và đá vôi. Cá đực thường sống đơn độc, còn cá cái có thể sống hợp thành nhóm với cá con. Cá con có xu hướng lẫn vào nhóm cá con của các loài cá bàng chài như Halichoeres penrosei và Thalassoma noronhanum, là những loài có cùng kiểu hình với nhau, được xem là một hình thức bắt chước.
S. rocha nhiều khả năng được xếp vào nhóm chị em "rubripinne" với Sparisoma rubripinne, Sparisoma choati và Sparisoma axillare do có kiểu gen gần giống nhau.

### Trích dẫn
- "Sparisoma rocha, a new species of parrotfish (Actinopterygii: Labridae) from Trindade Island, South-western Atlantic" (PDF). Zootaxa. Quyển 2493. 2010. tr. 59–65. {{Chú thích tạp chí}}: Đã bỏ qua tham số không rõ |authors= (trợ giúp)